# Stantonia longicornis
Stantonia longicornis är en stekelart som först beskrevs av Van Achterberg 1992.  Stantonia longicornis ingår i släktet Stantonia och familjen bracksteklar. Inga underarter finns listade i Catalogue of Life.